# Мануров, Рашит Нигматуллович
Рашит Нигматуллович Мануров (8 июля 1926 года — 21 июля 1993 года) — машинист, машинист-инструктор локомотивного депо станции Дёма БАССР, Герой Социалистического Труда (1966). Почетный железнодорожник СССР (1967).

## Биография
Рашит Нигматуллович Мануров родился 8 июля 1926 года в д. Новотавларово Буздякского района БАССР. Образование — неполное среднее.
Трудиться начал в 1943 году кочегаром паровоза в локомотивном депо станции Дема Куйбышевской железной дороги. До 1948 года работал помощником машиниста паровозного депо. В 1948—1949 гг. обучался в Уфимской дорожно-технической школе, после её окончания в 1949—1954 гг. работал машинистом Уфимского паровозного депо. В 1954—1955 гг. — курсант Московской школы паровозных машинистов. В 1955—1963 гг. — машинист, машинист-инструктор локомотивного депо станции Дема.
Бригада, руководимая Р. Н. Мануровым, постоянно занимала первые места в социалистическом соревновании по всем производственным показателям. Р. Н. Мануров — инициатор соревнования по вождению тяжеловесных поездов на сэкономленной электроэнергии. За счет умелого вождения и применения рекуперативного тормоза вес поездов был увеличен с 3 200 до 4 000 тонн.
За выдающиеся успехи, достигнутые в выполнении заданий семилетнего плана перевозок, развитии и технической реконструкции железных дорог, Указом Президиума Верховного Совета СССР от 4 августа 1966 г. Р. Н. Манурову присвоено звание Героя Социалистического Труда.
До ухода на пенсию в 1986 г. работал машинистом электровоза эксплуатационного локомотивного депо Уфа Башкирского отделения Куйбышевской железной дороги.
Умер 21 июля 1993 года.

## Награды
- Герой Социалистического Труда (1966)
- два ордена Ленина (1966, 1971),
- орден Трудового Красного Знамени (1957),
- медали.

## Память
В Уфе на доме, где жил Р. Н. Мануров, установлена мемориальная доска.